# La Meilleraye-de-Bretagne
La Meilleraye-de-Bretagne è un comune francese di 1 335 abitanti situato nel dipartimento della Loira Atlantica nella regione dei Paesi della Loira.

## Società

### Evoluzione demografica
Abitanti censiti